# کرجان (گجرات)
کرجان (به انگلیسی: Karjan) یک منطقهٔ مسکونی در هند است که در Karjan Taluka واقع شده‌است. کرجان ۳۰٬۴۰۵ نفر جمعیت دارد.